# La Sylphide

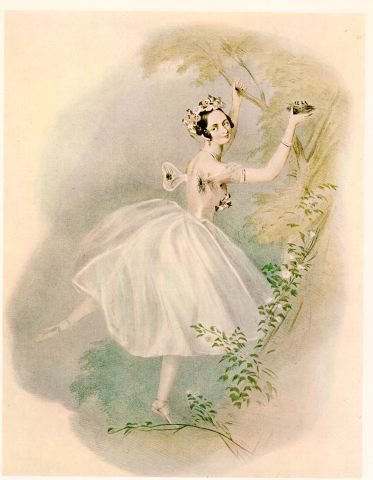
Maria Taglioni, protagonista della Sylphide di Filippo Taglioni (1832)

La Sylphide è uno dei balletti più famosi ed è considerato il capostipite del balletto romantico. 

Il libretto è di Adolphe Nourrit e, nella versione originale (o prima versione), la musica è di Jean Schneitzhöffer e la coreografia di Filippo Taglioni. La prima rappresentazione si tenne il 12 marzo 1832 all'Opéra National de Paris, con Maria Taglioni nel ruolo principale.

## Storia del balletto

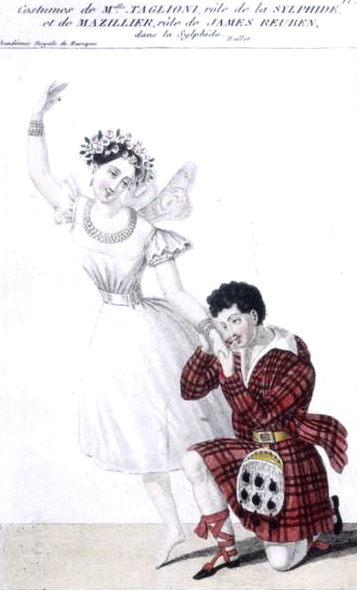
Costumi per Maria Taglioni e Joseph Mazilier in La Sylphide

L'idea de La Sylphide nasce nel 1831 dal tenore Adolphe Nourrit, il quale vedendo danzare Maria Taglioni fu colpito dalla sua leggerezza sulle punte, in una coreografia che il padre Filippo Taglioni aveva appositamente creato per la figlia.

La tecnica basata sulle punte catturò l'attenzione del tenore che suggerì a Taglioni un nuovo balletto, basato appunto su questa tecnica e sulla leggerezza della figlia Maria: il soggetto era un romanzo di Charles Nodier, Trilby ou Le Lutin d'Argail.
Il coreografo iniziò subito i lavori e in breve tempo commissionò la musica a Jean Madeleine Schneitzhöffer, ultimando così il balletto.

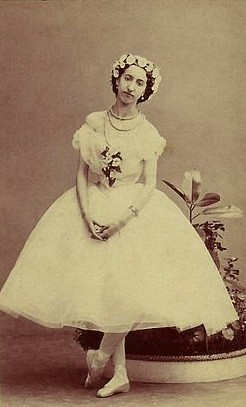
Emma Livry, La Sylphide (Parigi, 1858)

Un anno dopo (12 marzo 1832) andò in scena all'Opera di Parigi, ottenendo grandissimo successo: Maria Taglioni danzò insieme a Joseph Mazilier, in mezzo agli straordinari macchinari scenografici di Pierre-Luc-Charles Cicéri, indossando un tutù bianco, disegnato su misura per lei da Eugéne Lamy.
L'ultima replica dello spettacolo originale è datata 1858, in cui la Silfide è stata interpretata da Emma Livry e James da Louis Mérante: bisognera aspettare la ricostruzione di Pierre Lacotte del 1972 per poter rivedere in scena una moderna ripresa del balletto nello stile dell'originale. 
La versione arrivata fino a noi in tutta la sua integrità è però quella del coreografo danese August Bournonville rappresentata per la prima volta nel 1836 con la danzatrice Lucile Grahn come protagonista.

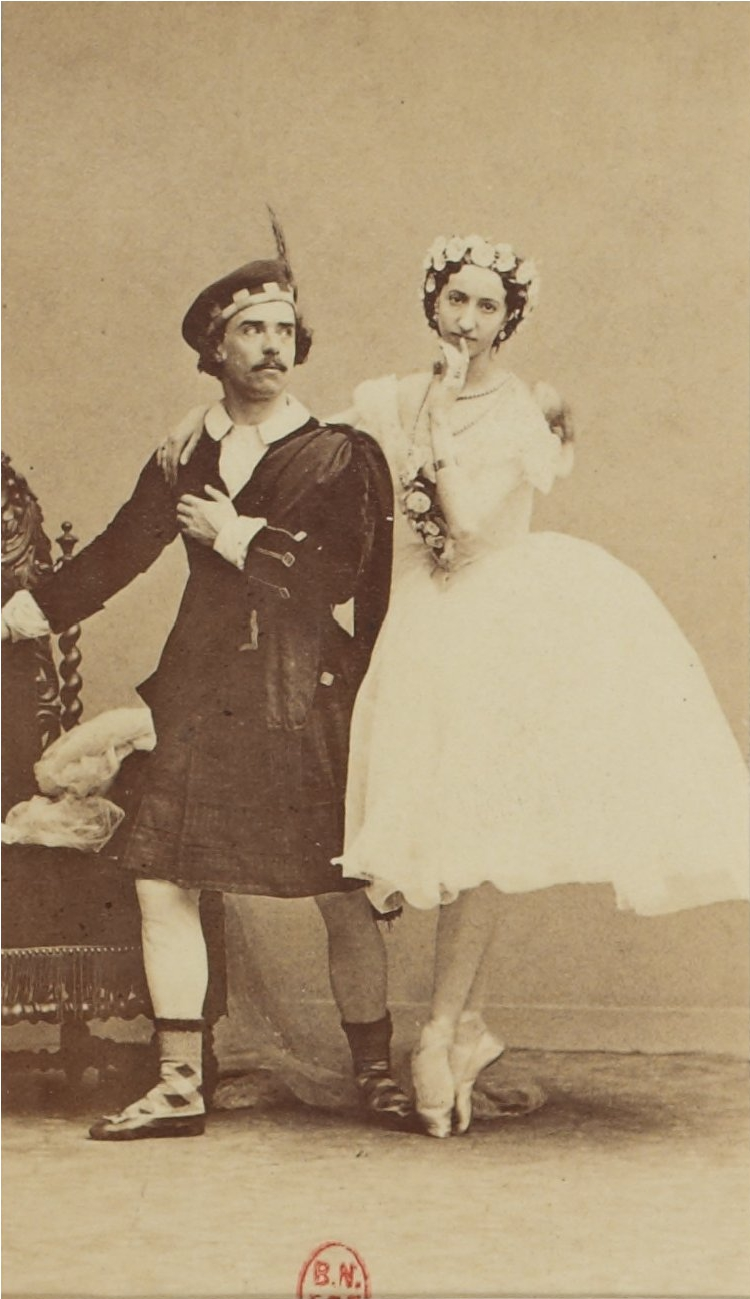
Emma Livry e Louis Mérante nella ripresa della Sylphide del 1858

### Copenaghen 1836, Teatro Reale
Nel 1834, all'Opera di Parigi, August Bournonville assistette all'interpretazione de La Sylphide di Maria Taglioni. Ne rimase impressionato, tanto che decise di portare nella sua Danimarca l'opera di Adolphe Nourrit, e di allestirla seguendo la versione originale ma adattandola per i propri allievi e costruendo il ruolo di protagonista attorno alla sua giovanissima allieva Lucile Grahn.

Poiché i costi per i diritti di riproduzione richiesti erano esorbitanti, Bournonville decise di allestire una sua versione de La Sylphide con una nuova coreografia e affidò la composizione della musica al giovane ventunenne Hermann Severin von Løvenskjold. Così, due anni dopo la rappresentazione che aveva visto a Parigi, andò in scena al Teatro Reale di Copenaghen la nuova versione danese del balletto, con il titolo Sylfiden.
Il libretto, rispetto alla versione originale, è identico: ciò che cambia sono lo stile e la tecnica. August Bournonville infatti ampliò il ruolo di James, che interpretò lui stesso per molti anni, rispetto al ruolo della Silfide. Il primo atto, per i numerosi pezzi di bravura inseriti, acquista un'importanza maggiore e, rispetto alla versione francese, declassa un po' il secondo atto, quello che aveva reso celebre Maria Taglioni.

### Una rivoluzione nel balletto
Questo balletto segna l'inizio del balletto romantico e possiamo definirlo "rivoluzionario", in quanto per la prima volta la ballerina sale sulle punte quasi nella totalità dell'opera. Il ruolo di silfide infatti richiede un certo tipo di leggerezza, di tecnicismo e questo stile ricalca perfettamente l'ideale che ha ispirato Adolphe Nourrit e che ha reso celebre Maria Taglioni.
È il primo balletto in cui compare il costume tipico della ballerina, il tutù, creato per la Taglioni da Eugène Lami, costume che è rimasto quasi identico fino ai nostri giorni. Da La Sylphide in poi in quasi tutti balletti di repertorio vi sarà il cosiddetto "atto bianco", nel quale la protagonista e il corpo di ballo danzano con il tutù.

## La musica

### Struttura del balletto
| - Preludio - James sta dormendo seduto sulla poltrona - Entra Gurn che schernisce James - Arrivano gli ospiti - Entra furtivamente Madge - Madge predice che Effie non sposerà James ma Gurn - James adesso è solo - Pas de deux di Effie e James - La Sylphide implora James di abbandonare Effie | - Nella foresta - La danza delle silfidi - Le silfidi circondano James - James e la Sylphide - Entrano i contadini scozzesi - Effie e i contadini - Entra James e Madge si nasconde - James dona alla Sylphide la sciarpa - La Sylphide muore - Il corteo di matrimonio di Effie e Gurn |

## Il soggetto
La vicenda si svolge in Scozia, sulle Highland scozzesi: il primo atto è rappresentato nella baita di James; il secondo atto ha luogo nella foresta delle silfidi.

### Atto I
Alla vigilia delle nozze di un giovane scozzese di nome James con la fidanzata Effie, una bella silfide innamorata di lui gli appare danzando in sogno e svanisce al suo risveglio. James se ne innamora a sua volta, ma deve sposare Effie. Fra gli invitati al matrimonio compare la strega Madge, che rivela a Effie che James ama un'altra più di lei. James caccia Madge e i preparativi delle nozze proseguono. La silfide ricompare, ma solo James la può vedere. Prima della cerimonia ruba l'anello nuziale destinato a Effie; James la insegue nella foresta, abbandonando la fidanzata.

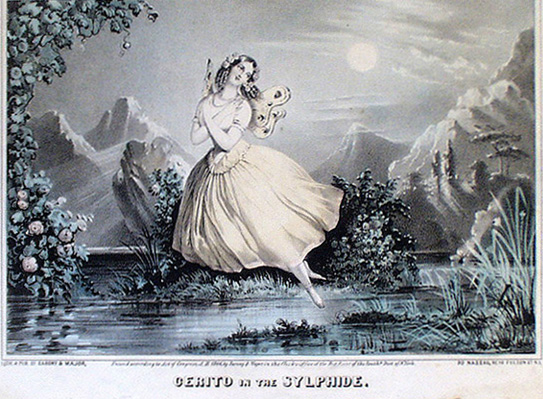
Francesca (Fanny) Cerrito in La Sylphide

### Atto II
James nella foresta incantata riceve in dono dalla strega Madge una sciarpa magica che dovrebbe consentirgli di catturare la silfide. Ma la sciarpa è avvelenata e quando viene posta sulle spalle della silfide questa perde non solo le ali ma anche la vita, circondata dalle sue compagne. Da lontano, James vede il corteo delle nozze di Effie con un altro giovane, Gurn.